# Pararistolochia schlechteri
Pararistolochia schlechteri är en piprankeväxtart som först beskrevs av Carl Karl Adolf Georg Lauterbach, och fick sitt nu gällande namn av Michael J. Parsons. Pararistolochia schlechteri ingår i släktet Pararistolochia och familjen piprankeväxter. Inga underarter finns listade i Catalogue of Life.